# Cserkészlány Világszövetség
A Cserkészlány Világszövetség (WAGGGS, World Association of Girl Guides and Girl Scouts) egy világszervezet, amely a világ 144 országában működő, kizárólag vagy meghatározóan lányok felé nyitott cserkészszövetségeket fogja össze. Kapcsolatban áll a Leánycserkészek Nemzetközi Katolikus Konferenciájával, a Cserkészmozgalom Világszervezetének (WOSM) társszervezete.
1928-ban alapították a magyarországi Parádon és székhelye Londonban van.
A Cserkészek Világszervezetének társszervezete.
A Cserkészlány Világszövetség öt régióból áll és négy nemzetközi cserkészközpontot foglal magába.
Teljes mértékű tagsági joga van az Európai Ifjak Fórumában (YFJ), ami az Európai Tanács és az Európai Unió keretein belül működik, és szorosan együtt dolgozik velük.

## Küldetése
Cserkészlány világszövetség (WAGGGS) feladata az, hogy lehetővé tegye a lányoknak valamint a fiatal nőknek azt, hogy kifejleszthessék teljes potenciáljukat, mint felelősségtudó polgárai a világnak.
A WAGGGS nem formális tanítási programot biztosít, ami élet készség, vezetés és döntéshozatal képességeket fejleszti.
Nemzetközi szintű projekteket és programokat kínál és felkészíti a cserkészlányokat arra, hogy tevékenységükkel és aktivitásukkal a közösségben, felelősségtudó polgáraivá váljanak a világnak.
A WAGGGS-t nők vezetik lányokhoz és ifjú nőkhöz szól. A cserkészlányokat vezetési és a döntéshozatali képességeik fejlesztésére oktatják, és arra biztatják őket, hogy aktívan részt vegyenek a WAGGGS vezetésében. Minden egység demokratikus alapokon működik.
A Cserkészlány világszövetség nyitott minden lány és fiatal nő számára semmi faji, vallási és nemzetiségi megkülönböztetés nélkül.
A WAGGS a lányok és fiuk egyenjogúságára oktat.
Fiatal nők és férfiak arra vannak tanítva, hogy felismerjék a hasonlóságokat és különbségeket egymás között, és hogy tiszteljék egymást, mint különálló egyéneket.
A WAGGS egy önkéntes szervezet, ami több mint 100.000 önkéntesre alapul világszerte, hogy programokat valósíthasson meg a cserkészlányoknak, és hogy támogatást nyújthasson lányoknak és fiatal nőknek. Több mint 10 millió cserkészlány van 145 országban, akik találkozhatnak egymással nemzetközi eseményekkor a négy világközpont valamelyikében.
Rengeteg lehetőség van nemzetközi eseményekben való részvételre az Egyesült Nemzetek és más nem állami szervezetek keretein belül. A WOSM egy nem állami szervezet, ami a cserkeszmozgalmat képviseli az Egyesült Nemzetek tanácsában.

## Tanítási módszerei
A lánycserkészet alapvető értek rendekre támaszkodik, ami a cserkész esküben tálalható meg. Mindegyik cserkészlány megfogadja, hogy a tőle telhető legjobbat nyújtja saját és mások hite szerint, hogy felismerje teljes potenciálját, mint egy felelősségtudó polgár.
Nem formális tanítási módszereket alkalmaznak, amelyek iskolán kívüli történő oktatások.
A Kulcs elemei a nem formális tanítási módszereknek a következők:
A fiatalok ki tudjak fejleszteni az élet készségeket (képességeiket) és a hozzáállásukat (magatartásukat) egy integrált értéktrend szerint, aminek az ígéret és a törvény az alapja
- Az ifjú emberek (fiatalok) a kortárs csoportjuktól tanulnak
- A fiatalok olyan tevékenységek és praktikai programok által tanulnak, amelyek fiatalok által a fiataloknak van létrehozva.
- A fiatalok önkéntesen csatlakoznak nem-formálisoktatási szervezetekhez, amelyeket ugyancsak önkéntesek vezetnek, akik az elkötelezettséget és maximális tanulást biztosítják.
- A fiatalok progresszív önfejlesztés által tanulnak
- Cselekedve, cselekvés által tanulnak
- A csapatmunka által felkészülnek a magabiztos (megbízható) vezetésre (irányításra) és aktív együttműködésre a fiatalokkal és a felnőttekkel.

Mindegyik vezető (kalauz)/ lány cserkész meghatározza a saját fejlődését és haladását a szükségletei és a vágyai alapján a program kereten belül. Ez ellentétben van, sok formális oktatási rendszerrel ahol a fiatalok be kell, illeszkedjenek egy szigorú (merev) rendszerbe (struktúrába) amely kevésbe figyel az egyéni szükségletekre és a másságra (eltérésekre). The Girl Guide/Girl Scout egy különleges (sajátos) módszer ahol a vezetőség lányokkal és fiatal nőkkel dolgozik, hogy elérhessek a WAGGGS küldetését (feladatot). Egy integrált megközelítés különböző kulcs elemekkel: a The Girl Guiding/Girl Scouting módszer használható egyaránt hátasosan minden korosztályú lányra, hátterüktől és készségeiktől függetlenül. A “Girl Guiding” című könyvben Lord Baden-Powell (1918) ezt írta:
„A mi képzési módszerünk arról szól, hogy tanítsunk, és ne utasítgassunk, olyan játékokat és tevékenységeket alkalmazzunk, amelyek meggyőzőek (vonzóak) a lányoknak, de ugyanakkor felkészíti és tanítja őket morális, mentális és fizikális úton is.”[forrás?]
Több cserkészlány válik politikussá, üzletasszonnyá valamint vezetővé. Hillary Clinton (amerikai politikus), Rt. Hon Dr. Marjorie Mowlam (brit politikus), Roberta Bondar Ph.D. (az első kanadai női űrhajós) és Betty Okwir (ugandai vezető politikus).
A globális kezdeményezések közt, a Free Being Me, amely egy közreműködés a WAGGS es az Unilever Dove Self Esteem Project-je közt, 2013-ban indult, azzal a céllal, hogy növelje a lányok önbecsülését és a testükkel kapcsolatos önbizalmukat.

## Története
A lánycserkészetet Robert Baden-Powel alapította 1910-ben testvére Agnes Baden-Powell segítségével. Házassága után 1912-ben felesége Olave Baden-Powell vette át a vezetést.
Ahogy a mozgalom elkezdett terjedni megalakult a nemzeti független cserkész szövetség. Habár szükségét éreztek annak, hogy nemzetközi szintre lepjenek.
Lady Baden-Powell megalapított egy Nemzetközi Informális Tanácsot Londonban, 1918 februárjában.
A negyedik Világkonferencián amit Camp Edith Macy-ben tartottak 1926-ban, különböző országok képviselői egy Világ Egyesület megalapítását javasolták, ami átvenné a Nemzetközi Informális Tanács szerepet.
Az 1926-os Nemzetközi konferencia után a Baden-Powellok egy formális egyesület megalapításán dolgoztak és 1928-ban az 5-ik nemzetközi konferencia után létrejött a Cserkészlányok világszövetsége, a konferenciát Parádon (Magyarország) tartotta Rose Kerr alelnök.
1930 és 1939 között a WAGGGS főhadiszállása a Brit Cserkészlány egyesület épületében volt majd átköltözött a 9 Palace Streetre az Our Ark szomszédságába.
1920-ban tartották meg az első Nemzetközi konferenciát Saint Hugh's Oxford kollégiumában, ugyanebben az épületben tartották meg a 13. konferenciát 1950-ben. Az egyesület minden harmadik évben tart egy ilyen konferenciát.

### Igazgatók és vezérigazgatók listája
- Dame Katharine Furse (1926–1936)
- Arethusa Leigh-White (1937-1946)
- Winnifred Kydd (1947-1948)
- Elizabeth Fry (megbízott igazgató 1948-1949)
- M.E. Home (1949-1950)
- Dame Leslie Whateley (1951–1964)
- Joyce Price (1975–1981)
- Lesley Bulman-Lever (1997–2006)
- Mary McPhail (2007–2014)
- Anita Tiessen (2014-)

### Központok listái
1. 1920 - első Nemzetközi konferencia - Oxford, Anglia
2. 1922 - második Nemzetközi konferencia - Cambridge, Anglia
3. 1924 - harmadik Nemzetközi konferencia - Foxlease, Egyesült Királyság
4. 1926 - negyedik Nemzetközi konferencia - Camp Edith Macy, New York, Egyesült Államok
5. 1928 - ötödik Nemzetközi konferencia - Parád, Magyarország - WAGGGS - alakult ki ezen a konferencián
6. 1930 - hatodik Világkonferencia- Foxlease, Hampshire, Anglia
7. 1932 - hetedik Világkonferencia- Bucze, Lengyelország
8. 1934 - nyolcadik Világkonferencia- Adelboden, Svájc
9. 1936 - kilencedik Világkonferencia- Stockholm, Svédország
10. 1938 - tizedik Világkonferencia- Adelboden, Svájc
11. 1946 - 11. Világkonferencia- Evian, Franciaország
12. 1948 - 12. Világkonferencia- Cooperstown, New York, Egyesült Államok
13. 1950 - 13. Világkonferencia- Oxford, Anglia
14. 1952 - 14. Világkonferencia- Dombås, Norvégia
15. 1954 - 15. Világkonferencia- Zeist, Hollandia
16. 1957 - 16. Világkonferencia- Petrópolis, Brazília
17. 1960 - 17. Világkonferencia- Athén, Görögország
18. 1963 - 18. Világkonferencia- Nyborg, Dánia
19. 1966 - 19. Világkonferencia- Tokió, Japán
20. 1969 - 20. Világkonferencia- Otaniemi, Finnország
21. 1972 - 21. Világkonferencia- Toronto, Kanada
22. 1975 - 22. Világkonferencia- Sussex, Anglia
23. 1978 - 23. Világkonferencia- Teherán, Irán
24. 1981 - 24. Világkonferencia- Orléans, Franciaország
25. 1984 - 25. Világkonferencia- Tarrytown, New York, Egyesült Államok
26. 1987 - 26. Világkonferencia- Njoro, Kenya
27. 1990 - 27. Világkonferencia- Singapore
28. 1993 - 28. Világkonferencia- Nyborg, Dánia
29. 1996 - 29. Világkonferencia- Wolfville, Új Skócia, Kanada
30. 1999 - 30. Világkonferencia- Dublin, Írország
31. 2002 - 31. Világkonferencia- Manila, Fülöp-szigetek (június 18–24.)
32. 2005 - 32. Világkonferencia- Amman, Jordánia
33. 2008 - 33. Világkonferencia- Johannesburg, Dél Afrika (július 6–12.)
34. 2011 - 34. Világkonferencia- Edinburgh, Skócia, Egyesült Királyság (július 11–15.)
35. 2014 - 35. Világkonferencia- Hongkong
36. 2017 - 36. Világkonferencia- Tunézia

Az 1940 és 1942-es konferenciát elhalasztották a második világháború kitörése miatt.

## Szervezet
A WAGGGS több nemzetközi cserkész szervezetet foglal magába, amelyek függetlenül működnek, de alárendeltek a WAGGGS konstitúciójának. A tagszervezetek 5 régióra vannak osztva és ők választják meg a világ bizottság tagjait, ami a WAGGGS-t irányítja.
17 aktív önkéntes tagból áll a világ minden tájáról, akik demokratikus alapon választódnak meg az összes tag által, ami magába foglalja az öt régió minden egyes székhelyét.
Továbbá van állandó személyzete a Világ-irodának, aminek székhellyé London, és akiket a vezérigazgató irányít.
Minden harmadik évben a tagállamok képviselői összegyűlnek egy világ konferencián, hogy megvitassak és megszavazzak irányelveket valamint az eljárásmódokat.
Minden egyes tagszervezet maga választja meg módszereit céljai elérésére a fiatalok kultúrájuk és szükségleteikre való tekintettel.
Vannak szervezetek, akik csak lányokkal foglalkoznak egynemű környezetben, hogy elkerüljek a sztereotípiákat így segítséget nyújtanak abban, hogy nagyobb önbizalommal tudjak helyüket elfoglalni a társadalomban.
Más szervezetek viszont vegyes nemű csoportokkal dolgoznak, ami lehelővé teszi, hogy egyenrangú partnerként kezeljek egymást.
Vannak olyan szervezetek is, akik vegyes és egynemű csoportokat vonnak össze életkoruk és igényeiktől függően.

### Régiók
A WAGGGS-nek 5 régiója van:

Az öt régió

Nincs WAGGGS régiója az eurázsiai országoknak a poszt szovjet államok cserkeszeit az európai és ázsiai régió között osztják szét.
A lánycserkészek világszervezetének 5 régiója van: európai, arab, afrikai, ázsiai és a nyugati féltekén.

### Központok
A WAGGGS négy központot működtet, amelyek fejlesztői programokat és tevékenységeket futtatnak lányoknak és vezetőknek egyaránt, de ugyanakkor más csoporttagoknak és független (szabad) utazóknak is. A tevékenységek elsősorban a nemzetközi baráti kapcsolatokra és együttműködésre, személyi fejlesztésre, vezetői képzésre, örömre (elégedettségre) és szolgáltatásokra fókuszál. A Négy Világi Központ Barátai támogatják és promoválják a centrumokat.
A négy központ:
1. Our Chalet, in Adelboden, Svájc 1932-ben nyitott.
2. Pax Lodge, in Hampstead, London, Anglia; 1990. Ez igazából London harmadik világ központja; ott volt az Our Ark, amit 1937-ben nyitottak majd újraneveztek Olave House-ra a 25. évfordulóján.
3. Our Cabaña, in Cuernavaca, Mexiko; 1957.
4. Sangam, in Pune, Maharashtra, India; 1966.

Egy új központ, Kusafiri, jelentése "utazás" Shawili-ben, volt bejelentve 2015-ben. Más központokkal ellentétben, ez egy kalandozó központ lesz és egy meghatározott ideig fog létezni különböző helyeken, egy adott témával Afrikában. [7] Az ötlet tesztelése közben, 2012-től kezdve, az országos részt vevő szervezet tagjai lettek Ghána, dél Afrika, Ruanda, Kenya, Nigéria és Benin. Eddig elsősorban az "erőszak megállítása" szerepel Ruandában és többek között a fejlődő vállalkozó vezetői képzés.

## A cserkészliliom szimbolizmusa
WAGGGS tagsági kitűző
Kari Aas tervezte a WAGGGS emblémát, amit a Világ Konferencia átvett 1930-ban.
A három levél a három kötelesség és a három ígéretet jelképezi, a két 5 ágú csillag az ígéretet, a törvényt, a középen lévő ér az iránytűt jelképezi, ami a helyes utat mutatja. A liliom szára az emberiség iránti szeretet lángját jelképezi az, a sárga kék színek pedig a világ gyermekeire lesütő napfényt jelképezik.

## Fordítás
Ez a szócikk részben vagy egészben  a   World_Association_of_Girl_Guides_and_Girl_Scouts című angol Wikipédia-szócikk fordításán alapul.  Az eredeti cikk szerkesztőit annak laptörténete sorolja fel. Ez a jelzés csupán a megfogalmazás eredetét és a szerzői jogokat jelzi, nem szolgál a cikkben szereplő információk forrásmegjelöléseként.